# 袁慧莉
袁慧莉 （英語： Yuan Hui-Li，1963-） 是一位台灣當代藝術家。

## 生平
1963 年生於台灣台北。1987年畢業於國立台北藝術大學（前身為國立藝術學院）第一屆美術系水墨組，2005碩士畢業於國立臺北藝術大學美術學院美創所水墨組，2016年畢業於國立台南藝術大學藝術創作理論博士班。曾任國立清華大學兼任助理教授。現居、工作於新北市。
袁慧莉奠基於傳統山水畫筆墨學養美學，融合現代水墨觀念技法，借鏡西方後現代哲學思想，以多樣化媒材，創作各系列嶄新的當代山水畫，如「孤山水」、「類山水」、「火墨」、「時間之漬」、「袁氏皴譜」，她以女性意識顛覆既定水墨古典語境，從古典內部進行美學語彙的翻轉與拓展。她企圖對古典與現代水墨進行一場寧靜革命。

## 榮譽
1992年台北市立美術館「水墨創新獎：入選獎」；2012年高雄市立美術館「高雄獎：膠彩水墨類優選獎」。袁慧莉在台北、台中、杭州等地都曾舉辦過個展，首次個展為2000年「居山飲壑」於真善美畫廊，近期展覽為2024年高雄市立美術館舉行「元漱：袁慧莉的身·筆·墨」、2023年於台灣台北耿畫廊舉辦個展「靜故了群動」、2022年於台灣台中靜宜藝術中心舉辦「霾日常：火墨」個展、 2021年於台灣台北耿畫廊舉辦個展「隱身皴」、 2017 年個展「墨的兩種呼吸方式」 ，以及2014 年個展「複數世界」。作品多次被知名單位收藏，如：國立台灣美術館、高雄市立美術館、台灣文化部藝術銀行、英國瑞士聯合銀行UBS、香港洲際酒店、台灣台北關渡美術館典藏等。
更多展覽資訊請見 http://www.yuanhuili.com/cv.html （页面存档备份，存于）

## 外部連結
相關報導 :
- 從女性主體意識出發！袁慧莉歷經四年推出水墨新作展《隱身皴》-立報傳媒 （页面存档备份，存于）
- 【隱身皴專訪｜袁慧莉藉皴法抒個人史　落實陰性書寫】-自由人藝文資訊 （页面存档备份，存于）
- 更多評論與報導請見   http://www.yuanhuili.com/press.html （页面存档备份，存于）